# Míriam Bonastre Tur
Míriam Bonastre Tur (Pineda de Mar, 5 de febrero de 1994) es una ilustradora y autora de cómics catalana, conocida por su cómic digital Hooky.

## Carrera
Se graduó en ilustración en la Escola Joso de Barcelona en 2015.
Desde ese mismo año, comenzó a publicar semanalmente el cómic digital Hooky en la plataforma Webtoon hasta 2020. La serie, orientada al público anglosajón, especialmente estadounidense, se convirtió en un gran éxito internacional en esta plataforma digital de cómics.
En paralelo, en 2018 formó parte del equipo creativo de El Rubius en seis capítulos de Virtual Hero.
Tras el éxito del cómic digital Hooky , empezó a preparar la versión en papel que publicó en Estados Unidos en septiembre de 2021. En enero de 2022 se publicó también en España. El primer volumen fue bien recibido tanto en España como en Estados Unidos, donde se incluyó en las listas de los libros más vendidos de '[The New York Times]'. El tercer volumen de la obra se publicó en otoño de 2023.
Es colaboradora habitual de la revista Planeta Manga, donde publicó en 2022 El príncipe de la calamidad junto con Blanca Mira, Laia López y Sara Lozoya.
En diciembre de 2023, empezó a publicar semanalmente su nueva serie en la plataforma Webtoon, Marionetta. 